# Los Burros
Los Burros fue un grupo de rock español formado principalmente por Manolo García (vocalista) y Quimi Portet (guitarrista) y complementado con los músicos Antonio Fidel (bajista), Josep Lluís Pérez (guitarrista) y Jordi Vila (batería), nacido en la ciudad de Barcelona. Fue el grupo de transición entre Los Rápidos y uno de los grupos más importantes de la historia del rock español: El Último de la Fila.

## Precedentes
A principios de los años 1980, Manolo García (Pueblo Nuevo, Barcelona, 1955), Antonio Fidel (Cartagena) y Josep Lluís Pérez, junto a Esteban Martín fueron contratados por Sergio Makaroff para la grabación de su disco Tengo una idea. Tras el encargo, los músicos decidieron unirse y añadieron a Lluís Visiers como batería para que Manolo, que sirvió de batería a Makaroff, pudiera ser el vocalista. La discográfica EMI se fijó en ellos y a los dos meses de ensayos consiguieron su primer contrato discográfico; debido a esta circunstancia decidieron llamar a su grupo Los Rápidos, del que sacaron un álbum llamado Rápidos. No tuvieron el éxito deseado en ventas, aunque sin embargo dieron en torno a 300 conciertos por Cataluña y alrededores.
Debido a la poca perspectiva de éxito del grupo, la discográfica retiró su apoyo al grupo y no accedió a editar las maquetas que el grupo había compuesto para su hipotético segundo álbum. Pese a la noticia, el grupo siguió actuando y fue en una de esas actuaciones cuando coincidieron en el festival Rock de Lluna con el grupo Kul de Mandril, donde militaba Quimi Portet (Vic, Barcelona, 1957). Dado que Los Rápidos necesitaban un nuevo guitarrista para las actuaciones, le propusieron a Quimi tocar con el grupo y éste aceptó. Tras unos pocos conciertos, Los Rápidos decidieron disolverse.
Los componentes se dispersaron: Manolo García se fue al País Vasco para intentar formar una nueva banda con sus contactos con la Orquesta Mondragón, mientras que Esteban Martín se marchó para ser músico habitual de Gabinete Caligari. El resto de componentes (incluido Quimi) junto con Jordi Vila, que compensaba la escasa colaboración de Lluís Visiers, se quedaron en Barcelona componiendo nuevos temas para una hipotética nueva formación. Cuando Manolo García regresó sin éxito de su viaje accedió a ser el vocalista del grupo.

## Historia

### La creación y el nombre
Una vez reunida la formación final, el grupo tuvo que plantearse qué nombre iba a tener. Los componentes sugirieron Los Pies de Pato, Los Hombres Rana, Los Trogloditas, etc. y finalmente, adoptaron el nombre de Los Burros. De esta manera, el grupo empezó a crear su repertorio de canciones para conseguir un contrato discográfico. Al poco tiempo, Jordi Vila abandonó la formación para formar su propia banda, usando el nombre que en su momento propuso para el grupo: Los Trogloditas, que a su vez poco después se unieron a Loquillo, formando la mítica banda Loquillo y los Trogloditas.

### Actuaciones en directo
Sin ni siquiera un álbum o un contrato discográfico el grupo empezó a tocar por locales, ante un público muy reducido (en ocasiones eran simplemente familiares), despertando cierta expectación solamente en bares de Folgarolas, Torelló y Vich.
En las actuaciones en las que disponían de suficiente espacio, utilizaron toda la parafernalia que ya les acompañaba en Los Rápidos, como bidones, duchas de espuma, guerras de humos de colores, embudos, telas de plástico, etc., montando un espectáculo paralelo a la actuación musical, que hacía recordar su etapa anterior a sus seguidores, muchos de ellos heredados de entonces.
Cantaban canciones de Los Rápidos combinadas con nuevas composiciones y algunos clásicos como Frere Jacques. Una de las nuevas composiciones, Mi novia se llamaba Ramón llevó a la confusión a algunos de sus seguidores, llegando a entender que era un alegato a la homosexualidad de alguno de sus miembros, teniendo Quimi Portet, el autor de la letra, que explicar que simplemente se trataba de una broma literaria.

### El contrato discográfico
Tras muchos intentos de encontrar una compañía que les depositara confianza, decidieron autoeditarse con la ayuda de Toni Coromina, y ya solamente quedaba encontrar una compañía que les publicara el trabajo. Con parte del trabajo ya grabado no tuvieron demasiados problemas para conseguir un contrato discográfico, ya que al poco tiempo firmaron con Belter para la grabación de su primer álbum, en 1983, que se llamó Rebuznos de amor; un disco que combina el estilo sencillo de Los Rápidos con el surrealismo aportado por Quimi. Contiene temas atrevidos como Huesos o la ya mencionada Mi novia se llamaba Ramón, y otros, como Portugal o El faro del fin del mundo en donde desplegaban un sonido pop-rock más clásico.
Además de nuevas composiciones, usaron temas no editados de Los Rápidos, como Conflicto armado, tema muy similar al sonido más roquero de Los Rápidos o Disneylandia, balada de triste letra. Esta combinación de temas provocó que el disco sonara ecléctico y variado. Pese al éxito que cosecharon de la crítica, las ventas le dieron la espalda, no llegando a los 3000 ejemplares vendidos.
Para grabar los temas, el grupo utilizó varios estudios: Pajarería Ibérica (Andorra) y Peluquería Iris (Vich), para las canciones que se autoeditaron con la ayuda de Coromina, pero cuyo resultado final a nivel de técnicas de grabación fue deficiente incluso para la época; como contrapartida, la mayoría fueron grabadas en los Estudios Belter (Barcelona) consiguiendo un nivel sonoro de mejor calidad. Paralelamente, se editó el sencillo Huesos, que empezó a sonar moderadamente en emisoras de radio a nivel nacional, consiguiendo cierta repercusión, que nunca fue excesiva. También grabaron un videoclip de la canción No puedo más con el que ganaron el premio Acevit de videoclips; finalmente una compañía italiana, RAI, se hizo con los derechos del vídeo.
Para grabar el disco, contrataron al batería Quim «Benítez», ex componente de Kul de Mandril, ya que Jordi Vila abandonó el grupo antes de la grabación, y al bajista Pepe López Jara, ya que a Antonio Fidel no estuvo presente en el estudio de grabación.

### El fin del grupo
Vistas las escasas ventas del grupo, Belter pronto les retiró su apoyo. El grupo vivía sus últimos días de vida. Así que Manolo García y Quimi Portet, las cabezas más visibles de Los Burros, decidieron establecerse como un dúo musical, creando así El Último de la Fila, grupo con el que editaron siete álbumes y con el que les llegó el éxito combinado de crítica y público. Antonio Fidel y Josep Lluís Pérez siguieron colaborando con el grupo en sus grabaciones de estudio y en los directos. Junto con Los Burros, cayó la discográfica Belter, dejando los derechos de las canciones grabadas de Los Burros sin renovar, motivo por el cual se han hecho tantas reediciones del disco por diferentes compañías en los años venideros, como Divucsa, Perfil o Arcade Music.
Además, dejaron grabadas maquetas que nunca vieron la luz, posiblemente esperando grabar un segundo álbum, pero con el tiempo se fueron filtrando por internet y es posible tener acceso a ellas. Se desconoce la fecha exacta de su grabación, su autoría exacta y los músicos que tomaron parte, pero la calidad tanto sonora como artística de canciones como La lista de los elegidos, Telas de araña, Volvamos a los árboles, Corazón inquieto o Dos caminos para elegir fue notable para unas simples grabaciones. Además algunas de estas canciones fueron la semilla que luego se convertiría en canciones como Insurrección o Zorro veloz de El Último de la Fila.
Sin embargo, en 1987, Manolo y Quimi deciden rescatar algunas canciones que compusieron en la época de Los Burros para grabar un mini-LP llamado Jamón de burro. Este extravagante disco contenía, además de temas inéditos, una nueva versión mejorada del tema Huesos y una versión de uno de los temas de Kul de Mandril, Jamón de mono, cantada por Quimi. El disco fue grabado como un guiño a su anterior época en la que el éxito no les sonreía, antes que con intenciones comerciales. Destacan canciones como Rosa de los vientos y Tú me sobrevuelas, con calidad suficiente como para haber estado en uno de los álbumes de El Último de la Fila. Para grabar el disco solamente precisaron de Antonio Fidel y Quim «Benítez». Al año de salir el disco, se publicó en formato CD una edición que contenía los dos álbumes publicados por Los Burros.
Actualmente, Manolo García y Quimi Portet tienen carreras musicales en solitario, con 7 y 10 discos editados respectivamente. Antonio Fidel sigue colaborando en los discos de ambos artistas aunque combina dicha labor con llevar la Librería Athenas en Cartagena, especializada en táctica de guerra naval.

### El regreso
En mayo de 2015 se anunció que regresaban al estudio para volver a grabar sus mejores temas en un disco recopilatorio coincidiendo con el 35 aniversario del nacimiento del grupo.

## Discografía

### Álbumes
- Rebuznos de amor (Belter, 1983)
- Jamón de burro (GASA, 1987). Contenía solamente 6 canciones.
- Kloruro sódico (Sony Music, 2015). Incluido en Historia de una banda (autobiografía sónica).

### Sencillos
- Huesos (Belter, 1983), del álbum Rebuznos de amor.
- Huesos (Versión '87) (GASA, 1987), del álbum Jamón de burro.